# Enedo
Enedo (jusqu'en février 2020, Efore) est un groupe basé en Finlande qui développe et fabrique des produits d'électronique de puissance. 
Enedo est cotée à la Bourse d'Helsinki.

## Présentation
Enedo est conçoit et fabrique des systèmes d'alimentation électrique, pour une large gamme d'applications industrielles exigeantes, notamment les télécommunications, l'industrie, la médecine, l'éclairage, les services publics, le ferroviaire et l'armée.
Ses activités de R&D sont situées en Finlande, en Suède, en Italie et en Chine. 
Ses opérations de vente et de marketing sont en Europe, aux États-Unis et en Chine.